# Collégiale Saint-Pierre-et-Saint-Gaudens
Pour les articles homonymes, voir collégiale Saint-Pierre.
La collégiale Saint-Pierre-et-Saint-Gaudens est l'église principale de la ville de Saint-Gaudens (Haute-Garonne). C'est un des édifices représentatifs de l'art roman dans cette région.
La collégiale fait l’objet d’un classement au titre des monuments historiques par la liste de 1840.

## Histoire
Le lieu, hauteur dominant la plaine de la Garonne au sortir des Pyrénées, s'appelait le Petit Mas, ou Mas Saint-Pierre. Il a été habité bien avant l'ère chrétienne, ce que confirment les découvertes d'inscriptions et de marbres gallo-romains. Des lieux de cultes païens existaient à l'emplacement de la collégiale. C'est dans les troubles consécutifs aux invasions, vers le VIe siècle, qui dévastent la région des Convènes (le Comminges actuel), qu'on situe la légende de saint Gaudens.
Ce jeune berger fut sommé de renoncer à sa religion chrétienne par un parti de guerriers envahisseurs sous les ordres d'un général nommé Malet, refusa, et fut tué. La tradition populaire semble hésiter entre des Romains ou des Sarrasins, ennemis traditionnels de la foi chrétienne, mais historiquement les envahisseurs étaient plutôt des Wisigoths, adeptes de l'arianisme. À cette époque l'évêché de Lugdunum Convenarum (le futur Saint-Bertrand de Comminges) est détruit. L'évêque se réfugie alors au Mas, et on élève des lieux de culte chrétien. Une communauté religieuse se forme.
Une charte datée approximativement de 1059, signée de Bernard II, évêque, remet aux chanoines l'église Saint-Pierre-et-Saint-Gaudens, dont la construction vient d'être entreprise. Le nombre des chanoines est augmenté et le titre d'abbé est donné à un certain Fort, ou Fortin. À la fin du XIe siècle, avec le développement des pèlerinages de Compostelle, l'afflux des pèlerins honorant les reliques de saint Gaudens et de sa mère, sainte Quitterie, enrichit considérablement la cité, située sur la via Tolosana.
Le chapitre entreprend donc de grands travaux destinés à élever un édifice ambitieux, à l'exemple de Saint-Sernin de Toulouse. Sur les bases de l'église de Bernard II, dont on conserve le gros œuvre, on commence à édifier les tribunes dans les deux premières travées du chœur. La voûte est surélevée. Des tailleurs de pierre venus d'Aragon et de Navarre sculptent les chapiteaux de la deuxième travée du chœur. Puis, les ressources s'épuisant rapidement, les programmes sont quelque peu modifiés. Entre 1180 et 1185, on édifie au sud de l'église un cloître.
Les conflits dus au catharisme amènent, outre les guerriers croisés, de nouveaux ordres religieux, dont les frères prêcheurs, dits Jacobins, et avec eux des styles architecturaux venus du Nord. Les chanoines construisent ainsi une salle capitulaire à l'angle nord du cloître.
L'évêché est revenu depuis l'évêque saint Bertrand de Comminges à Lugdunum, qui a pris son nom. Mais les évêques préfèrent séjourner à Saint-Gaudens ou dans leur palais épiscopal d'Alan, plutôt que dans ce lieu retiré. Toutefois, ils ne parviendront pas à faire transférer officiellement le siège de l'évêché. Lors des guerres de Religion, les troupes de Montgommery, le 2 août 1569, détruisent l'intérieur de l'église et y mettent le feu. La toiture et le clocher sont détruits. La collégiale restera dans cet état, avec une toiture sommairement reconstruite, le clocher à la flèche octogonale vaguement consolidé, jusqu'en 1874.
À la Révolution, en 1791, l'église est désaffectée, vendue comme bien national. Le cloître est démoli pour servir de carrière de matériaux. L'église est rendue au culte en 1804.
La collégiale est restaurée progressivement à la fin du XIXe siècle sous la direction de trois architectes, Laval, Laffolye et Louziers. La toiture à deux pentes est remplacée par un toit à décrochements suivant la nef et les bas-côtés. La base carrée du clocher est rehaussée pour lui donner son aspect actuel.
La collégiale Saint-Pierre-et-Saint-Gaudens fut entièrement rénovée de 2017 à 2019.

## Le cloître[5]
Le cloître et la salle capitulaire ont été édifiés aux XIIe et XIIIe siècles.
Sur la façade sud, était adossé le cloître, démoli en 1810. Des vestiges de la salle capitulaire et de la maison épiscopale subsistent dans le bâtiment voisin. Dans le mur de l'église on peut voir des remplois de pierres gallo-romaines.
Le cloître a été reconstitué en 1989 par des restaurateurs des Monuments historiques et d'historiens avec les chapiteaux authentiques ou de moulages d'œuvres qui sont aujourd'hui conservés dans des musées et chez des collectionneurs particuliers dans le monde entier. Les chapiteaux ont été remontés sur des colonnes en marbre de Saint-Béat.
- Les chapiteaux de la galerie nord sont d'époque romane du XIIe siècle.
- Les chapiteaux de la galerie est sont de style méridional du XIVe siècle.

## Architecture

### Extérieur
L'église date du XIe siècle, elle était de plan basilical à trois nefs et couverte d'une charpente, une partie est encore présente aujourd'hui. Elle est agrandie surélevée et voûtée à la fin du XIe et début du XIIe siècle. L'actuel plan basilical est de type pyrénéen, il est dépourvu de transept, et a trois nefs parallèles menant sur trois absides.
Le chevet et la façade latérale nord, ainsi que le clocher à l'ouest, sont parfaitement visibles depuis la place. Les murs portent la trace des multiples remaniements effectués. Le toit à décrochement montre la disposition intérieure de la nef centrale et ses bas-côtés. Jusqu'en 1867 une toiture à deux pentes reposait sur les murs gouttereaux rehaussés en brique, avec des espacements qui donnaient l'illusion d'une église fortifiée, avec des créneaux. Une tourelle en saillie abrite un escalier menant aux tribunes.

#### Le clocher
Le clocher d'aspect roman et à toiture octogonale a été construit avec du calcaire gréseux. La partie basse date du XIIe siècle et la partie haute du XIXe siècle. Il fut démoli en 1804 à 4 m au-dessus de la toiture de l'église. Lors de sa restauration, on lui substitua un toit très plat, soutenu par une charpente à claire-voie sur deux côtés. La partie haute avec ses trois étages supérieurs et la flèche pyramidale furent élevées en 1874 par l'architecte Laffolye, la hauteur du clocher est alors de 47 m.

#### Portail Ouest
L'entrée ouest à la base du clocher, très endommagée en 1569, a été refaite au XIXe siècle. L'entrée est composée de quatre piliers, deux à droite et deux à gauche, chaque pilier est surmonté d'un chapiteau corinthien. Sur les deux premiers sont représentées des scènes avec des personnages humains, sur les seconds sont représentées des feuilles d’acanthe. Une frise végétale est sculptée tout autour de l'arc roman.
Au-dessus du portail, une frise horizontale de fleurs sur laquelle sont sculptés douze supports d'une corniche, sur chaque support est représenté un décor végétal différent, un ange, un animal, un couple d'oiseaux et des figures géométriques.

#### Portail Nord
Le porche est de style gothique flamboyant, il a remplacé au XVIe siècle le portail roman d'origine détruit lors des guerres de Religion, la façade nord est percée de quatre petites fenêtres en plein cintre. Il est flanqué de deux dais qui ne semblent jamais avoir abrité de statues. Il présente un arc brisé en accolade. Le tympan porte un chrisme du XIIe siècle, sans doute provenant du portail primitif, taillé dans un bloc de marbre carré et présentant dans son décor les caractéristiques de la sculpture toulousaine.

#### Chevet
Le chevet a lui aussi été fortement remanié. Il est surmonté d'une petite tour carrée sans utilité précise, dont les ouvertures et le décor ont été réalisés au XIXe siècle.

### Intérieur

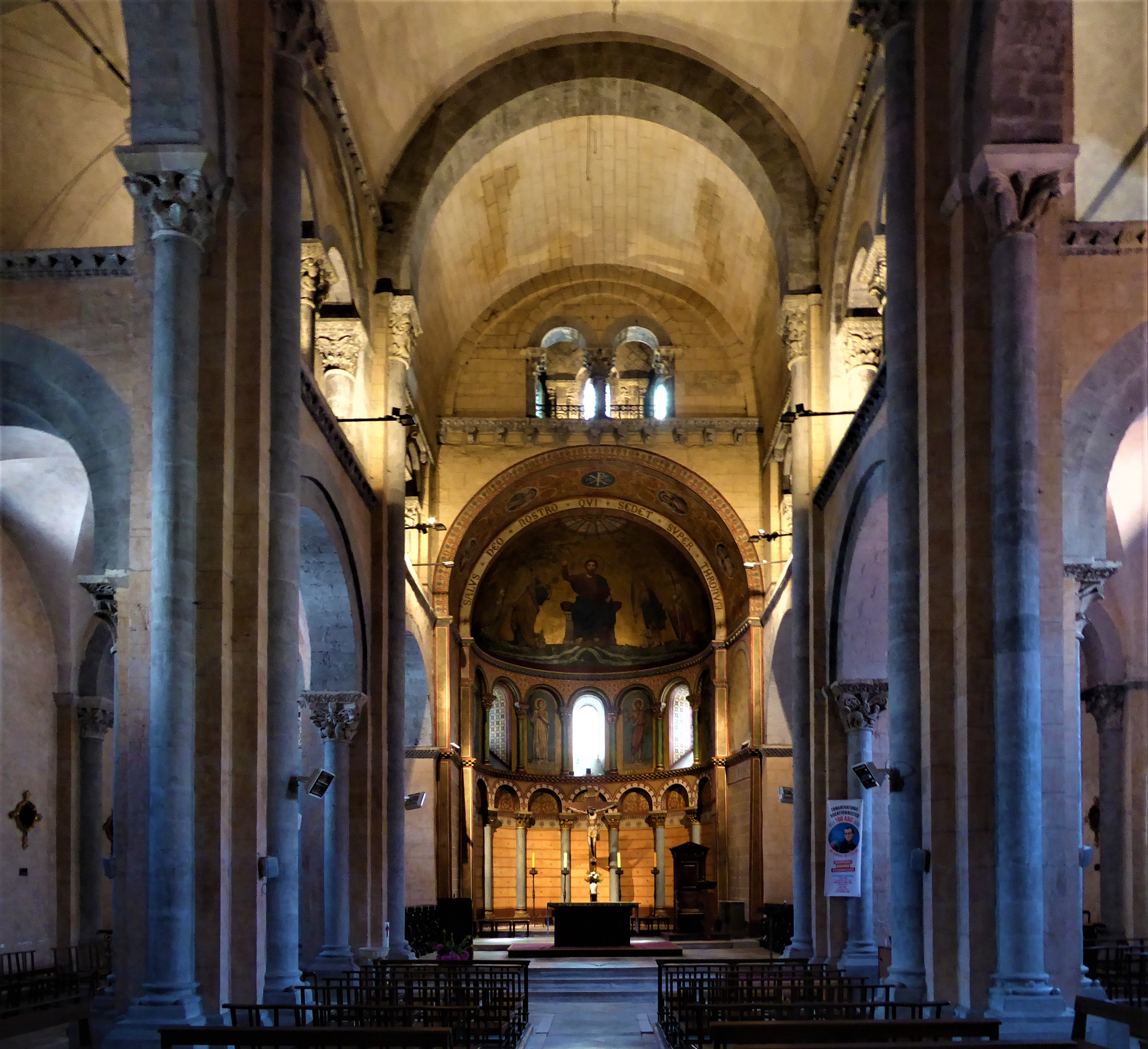
La nef

La collégiale présente une nef à collatéraux, avec une longueur totale de 40 m, une largeur de 21 m, et une hauteur sous voûte de 16 m. La nef se compose de cinq travées inégales, sous une voûte en berceau sur doubleaux reposant sur des piles cruciformes, avec des colonnes entre les grandes arcades et vers la nef, et un pilastre vers les collatéraux, qui sont, eux, voûtés en quart de cercle. Le chœur possède deux travées inégales, à bas-côtés couverts de voûtes d'arêtes, surmontés de tribunes, l'abside et les deux absidioles ont une voûte en cul-de-four. Les chapiteaux historiés, œuvres des tailleurs de pierre aragonais et navarrais, sont parmi les plus beaux de la sculpture du premier âge roman. Très détériorés par l'incendie de 1569, ils ont subi des grattages et nettoyages trop radicaux au XIXe siècle.
La nef est dépourvue de tribunes, les chanoines ayant dû y renoncer pour des raisons budgétaires.

#### Chapelle arrière - Lieu de prière
Chapelle arrière - Crèche de Noël, Crèche dans le monde
À l'entrée de la chapelle se trouve la crèche de Noël de la ville de Saint-Gaudens, à l'intérieur des crèches du monde ont été installées en 2019, on peut y voir les crèches d'Amérique, d'Océanie, d'Europe, de France, d'Afrique et d'Asie.

#### Le chœur et l'abside
L'abside est la partie la plus ancienne de l'édifice, elle date des XIe, XIIe et XIXe siècles. La première restauration a été fait après le Concordat, au début du XIXe siècle en style classique, une seconde restauration a été faite au milieu du XIXe siècle en imitation de l'ancien, les décorations architecturales romane des fenêtres, des colonnettes et de la corniche ne sont pas d'origine.
Les peintures murales ont été faites par Dominique Denvelle et Lamothe Pierre vers 1860.
Le maître-autel est en bois sculpté. Devant ont été installées 4 bougies représentant les 4 dimanches de l'Avent. Au centre la Nativité est représentée par l'enfant Jésus.
- Derrière l'autel, un Christ en croix sculpté en bois datant du XIVe ou du XVe siècle, il est inscrit à l'inventaire des monuments historiques depuis 2013[6].

- Au milieu de l'abside sont représentés quatre saints, de gauche à droite : saint Benoît Labre, saint Étienne, saint Jean le Baptiste, saint Éxupère.

- Sur la voûte du chœur sont représentés : au centre le Christ pantocrator assis sur un trône où coule la source d'eau vive qui donne la vie éternelle (Jn 4.13-14[7]), au-dessus la main de Dieu bénit le Christ et les saints, à gauche saint Saturnin à genoux donnant la main à saint Pierre, à droite saint Bertrand à genoux donnant la main à saint Gaudens.

- Sur l'arc sont représentés cinq médaillons, quatre d'entre eux représentent les bustes portraits des archanges saint Michel, saint Gabriel, saint Raphaël et saint Uriel, ils tiennent le globe terrestre surmonté d'une croix dans la main droite et une lance dans la main gauche. Au centre le médaillon représente un chrisme.

- Derrière les médaillons est écrit le message en latin : "Salus Deo Nostro Qui Sedet Super Thronum" signifiant "Salut à notre Dieu qui est assis sur le trône".

##### Les stalles et autel latéral
Les stalles datent du XVIIe siècle, six de chaque côté du chœur.
- Côté droit du chœur, un autel latéral en bois où sont sculptés 6 des 12 apôtres : saint Jean l'Évangéliste, saint Matthieu, saint Barthélemy, saint Jacques le Majeur, saint Thomas et saint Philippe.
- Côté gauche du chœur, un autel latéral en bois où sont sculptés 6 des 12 apôtres : saint André, saint Jacques le Mineur, saint Simon le Zélote, saint Jude (appelé aussi Thaddée), saint Paul et saint Pierre.

#### Les chapiteauxcorinthien
Il y a 5 ensembles de chapiteaux romans, ils montrent l'évolution de la sculpture monumentale commingeoise du XIe au XIIe siècle : bas-côtés des travées orientales, tribunes, nef, porche, cloître.
Les chapiteaux de la nef représentent des feuilles d’acanthe, des hommes, des monstres et animaux,,,,.

## Orgue
Sont classés au titre objet des monuments historiques :
- L'orgue de tribune depuis 1972[13].
- La partie instrumentale de l'orgue depuis 1972[14].
- Le buffet d'orgue depuis 1980[15].

L'orgue de tribune a été créé par Dominique Cavaillé-Coll de 1829 à 1831, il remplace l'ancien instrument du XVIIe siècle endommagé. L'orgue a été restaurée en 1980 par Robert Chauvin.
L'actuel buffet d'orgue date d'avant 1662, il a été endommagé lors de la Révolution française.
De style Louis XIV l'ensemble est fait de chêne et de tilleul.

## Mobilier

### Les tapisseries de la nef
Les tapisseries d'Aubusson furent tissées à la Manufacture Royale d'Aubusson pendant la deuxième moitié du XVIIe siècle et sont de basse lisse.
Elles ont été authentifiées en 1929 par Louis Lacrocq, président de la société d'archéologie du Limousin.
Anecdote :
Dans la nuit du 20 décembre 1989, deux tapisseries d'Aubusson de sept mètres de long furent dérobées à la Collégiale de Saint-Gaudens. Datant du XVIIIe siècle, le « Triomphe de la foi » et le « Martyre de Saint-Gaudens » sont inestimables. Par chance, six ans plus tard, une documentaliste du musée d'Aubusson dans la Creuse identifie les toiles dans le catalogue de la fameuse galerie d'art Sotheby's à New York. Aussitôt, elle alerte les autorités. Commence alors un long processus pendant lequel les ministères de la Culture, de l'Intérieur, de la Justice et des Affaires étrangères négocient avec le FBI pour récupérer les œuvres. Les Américains n'ont pas la même intransigeance que nous en matière d'œuvres d'art. Finalement, après une longue et pénible procédure, les tapisseries purent être rachetées par la France et le vendeur, qui lui-même les avait acquises en toute légalité, fut blanchi. Après une odyssée de sept ans, le « Triomphe de la foi » et le « Martyre de Saint-Gaudens » regagnèrent le mur de la Collégiale le 26 septembre 1997.

#### "Le martyre de saint Gaudens"
La tapisserie aux dimensions de 3,20 mètres de hauteur et de 7,40 mètres de largeur a intégré tous les éléments retrouvés dans la légende du martyre de saint Gaudens,,,.
Au centre de la tapisserie, le jeune berger Gaudens à genoux est décapité par un soldat à l'extérieur de la ville au lieu-dit "La Caoue".
À droite, au second plan coule la source dite "miraculeuse" de la Caoue, on voit aussi un petit personnage, "Gaudens", se dirigeant vers la ville, sa tête entre ses mains. Au troisième plan, la ville de Saint-Gaudens telle qu'elle était vers 1760. En bas à droite se trouve la signature de l'atelier des lissiers MRA GUILLAUMICHON.

#### "Le triomphe de la foi"
La tapisserie aux dimensions de 4 mètres de hauteur et de 7,25 mètres de largeur a été inspirée du tableau de Rubens Le Triomphe de l'Eucharistie,,. Ce tableau se trouve actuellement au musée du Prado à Madrid. Sur la tapisserie, la Foi est personnifiée par une femme à l'allure martiale assise sur un char de triomphe traîné par trois chevaux, qui pourchasse et terrasse lors de son passage les infidèles et les hérétiques gémissant sous les roues. En haut, au centre, la bordure épouse la forme du parasol.

#### "La Transfiguration de Jésus"
La tapisserie aux dimensions de 2,85 mètres de hauteur et de 4,85 mètres de largeur représente la Transfiguration de Jésus.
La scène se passe en haut d'une montagne, le mont Thabor, Jésus amène avec lui Pierre, Jacques (en bas à gauche) et Jean, son frère (en bas à droite). Il fut transfiguré devant eux.
Sur la tapisserie, Jésus leur apparaît au milieu d'un nuage d'une lumière aveuglante, à ses côtés Moïse (en haut à gauche) et Élie (en haut à droite).
Au-dessus de Pierre et Jacques, la parole de Pierre s'adressant à Jésus écrit en latin signifiant "Seigneur, nous sommes bien ici".

### Tapisserie de la chapelle du saint Sacrement
La tapisserie « À la gloire du Christ » a été offerte par Enza Rivière en 1997 à l'abbé Louis Dublin pour continuer la décoration en tapisseries de la collégiale.

## Le carillon
Le clocher carré de 47 mètres comprend 36 cloches formant le carillon du XIXe siècle restauré en 1984.
Le carillon d’origine comportait dix-sept cloches fondues pour la plupart en 1879 par Pourcel de Villefranche de Rouergue, dont la plus grosse, Gaudense, pèse 1 200 kg, la plus petite pèse 20 kg et donne le ré.
Parmi les autres, figure la plus ancienne du département, datée de 1356 fondue par Arnoldus Senherri, d'un diamètre de 3,6 mètres, elle pèse 800 kg et donne le fa dièse, elle est représentée sur le blason de la ville. Cette dernière a été classée Monument Historique le 9 novembre 1906.
À l'occasion de l'année du patrimoine en 1980, le carillon est agrandi à 36 cloches grâce au rapatriement de cloches d’Algérie organisé par Claude Seyte et les Amis du carillon languedocien. Le clavier, fabriqué localement, est une copie de celui de Saint-Vincent à Carcassonne.
Il reste 11 cloches de l'ensemble mise en place en 1876. En 1986, un automate électrique est installé pour faire entendre l’angélus de midi et du soir, et des mélodies les jeudis et samedis matin.
Les six plus grosses cloches (Ré, Mi, Fa, Fa#, Sol et La de l'octave3) sont équipées pour être sonnées à la volée. De ces six volées, cinq sont électrifiées, le Fa#3 n'est plus utilisé en volée, il n'est utilisé qu'au carillon et en tintement électrique. La sonnerie mêle plusieurs types de volée, le lancer franc, le super lancer ou encore le rétrograde pour le bourdon.
Les particularités de l'infrastructure résident sur le beffroi qui n'est pas directement posé sur un des étages du clocher mais qui est placé sur un jeu de coussinets ronds en métal absorbant la majorité des vibrations et mouvements de la charpente, cette dernière étant amenée à bouger de plusieurs centimètres pendant la volée. On peut également évoquer le fait que les jougs des cloches de volées sont tous (à l'exception du bourdon) munis de leurs planches à pousser au pied datant d'avant l'électrification de l'ensemble et permettant encore d'effectuer des volées manuelles.

## Bas-relief de la Vierge à l'enfant duXIIesiècle
En 1976, lors d'une réparation faites à la collégiale, un marbre jeté à la décharge fut sauvé grâce à l'entrepreneur des travaux et de l'abbé E. Bernat, curé de Mazères de Neste. Le marbre porte une inscription gallo-romaine et au revers une Vierge à l'Enfant. Le bas-relief mesure 0,68 mètre de hauteur, 0,45 mètre de largeur et 0,25 d'épaisseur. Il est sculpté sur un marbre blanc de Saint-Béat.
La Vierge est assise avec l'Enfant Jésus sur ses genoux. Elle est revêtue d'un bliaud, le revers de la manche droite s'évase à partir du coude, et est orné d'une broderie à décor roman. Une auréole entoure le visage de Marie, sur la tête une couronne. L'Enfant Jésus est mutilé, mais on peut voir l'auréole caractéristique du Christ sculptée autour de la tête. Au-dessus de lui est sculpté un soleil. Le bas-relief aurait fait partie d'une Épiphanie représentée sur le tympan d'un ancien portail roman du XIIe siècle situé sur le mur nord de l'église, le portail actuel ne date que du XVIe siècle. Il pourrait dater de la fin du XIIe siècle. Le bas-relief de la Vierge à l'Enfant était visible dans l'église de Mazères de Neste jusqu'en 2018.
La commune de Mazères de Neste l'ayant rétrocédée à la ville de Saint-Gaudens, le bas-relief de la Vierge à l'Enfant est aujourd'hui exposé au Musée - Arts & Figures des Pyrénées Centrales.

## Galerie

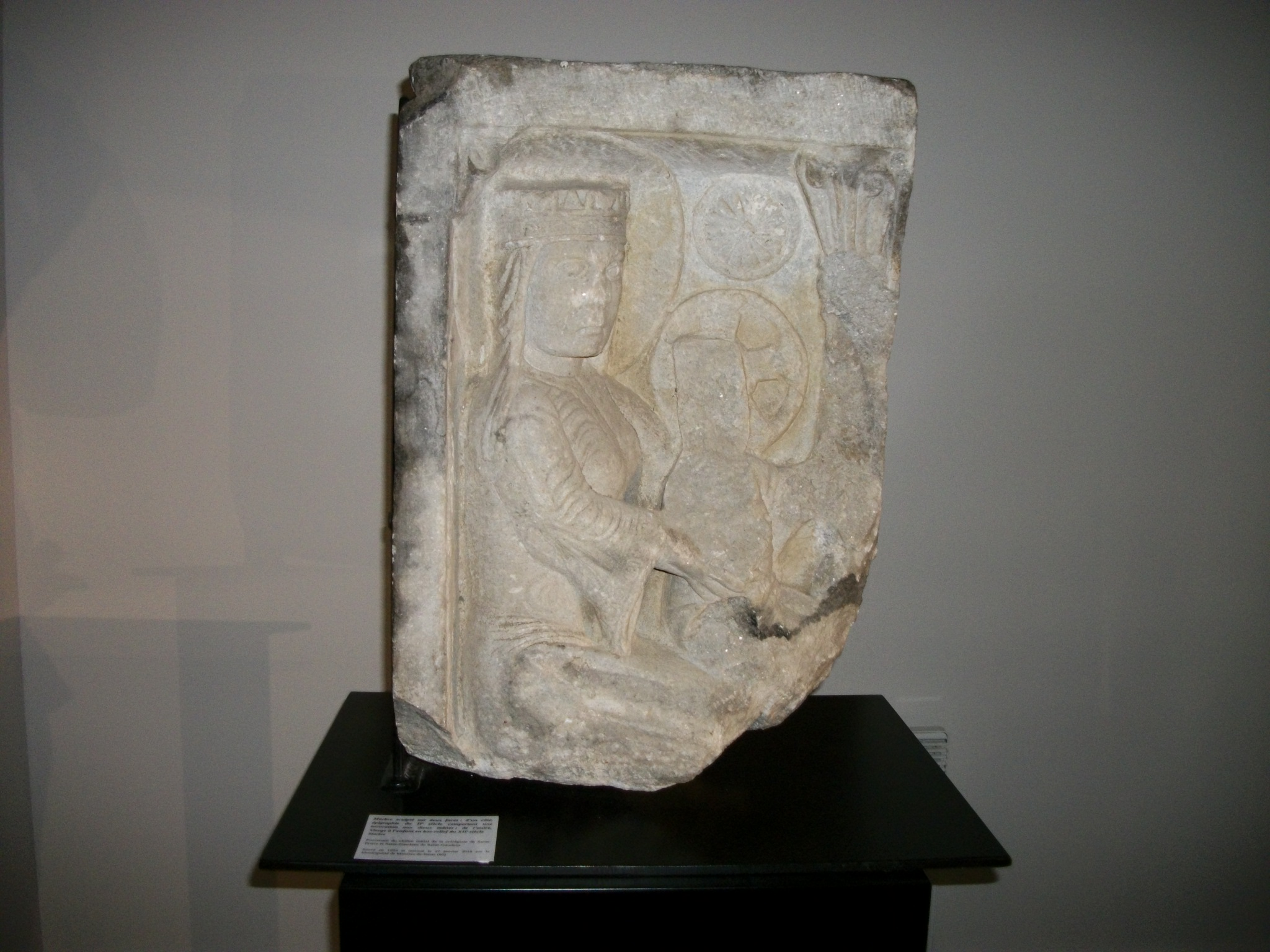
Bas-relief de la Vierge à l'enfant
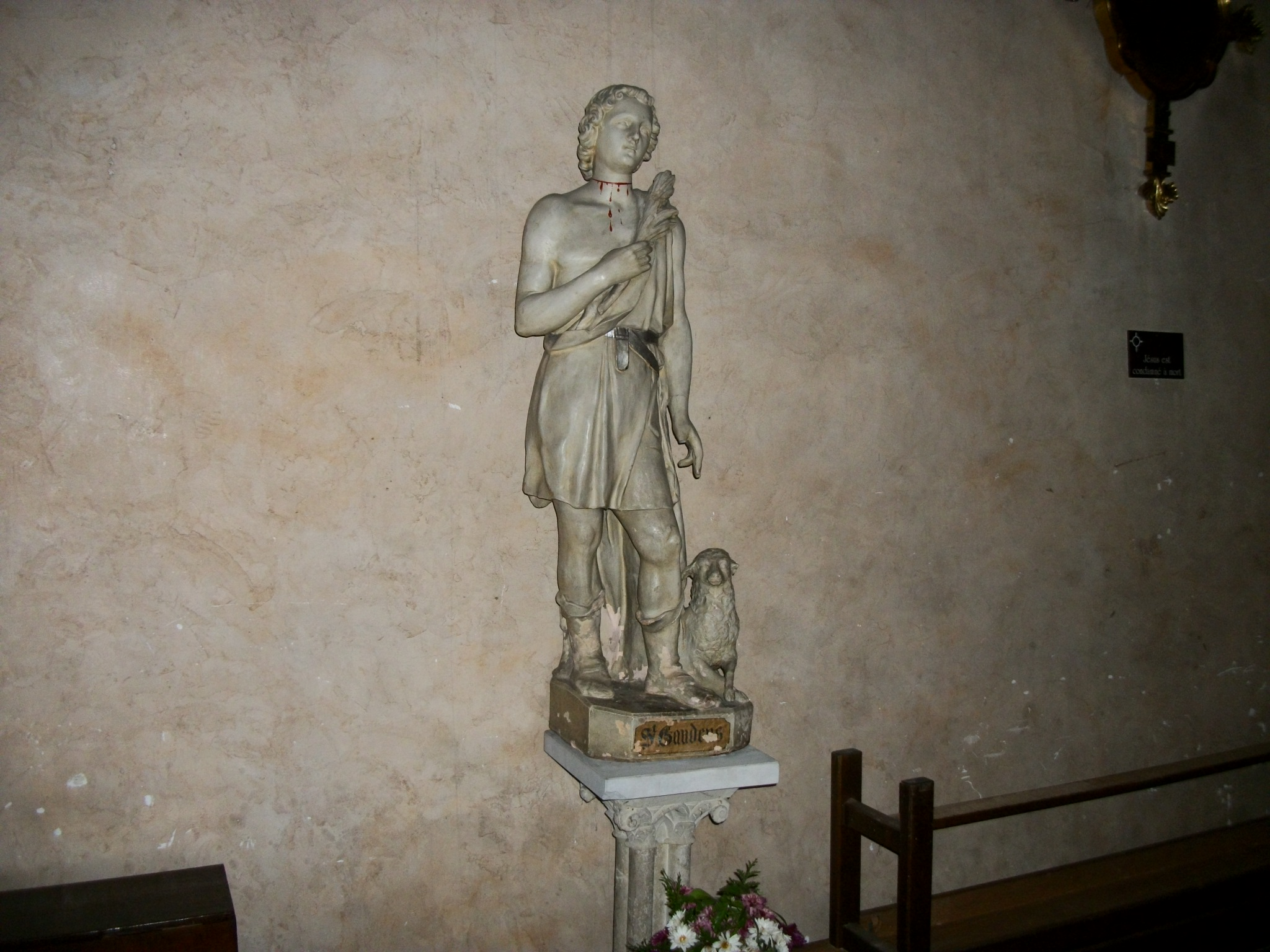
Statue de saint Gaudens
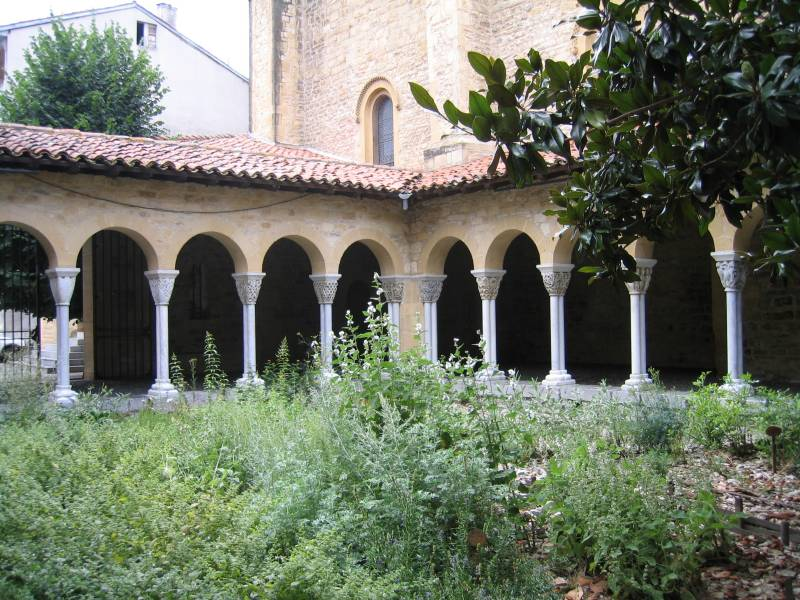
Jardin du cloître. Le cloître actuel est une copie de l'original édifiée entre 1986 et 1989.
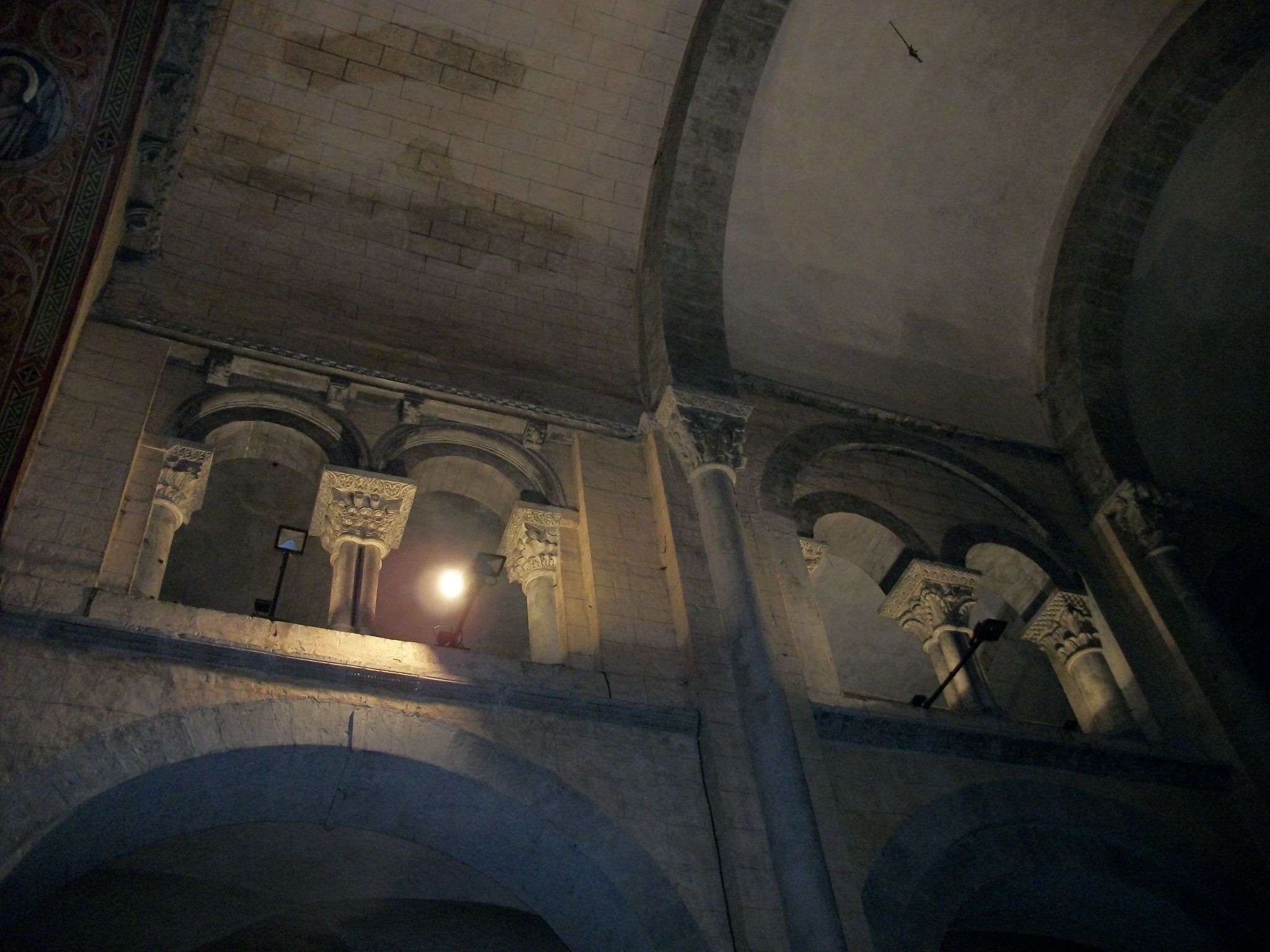
chapiteaux corinthien en haut des voûtes en demi-cercle roman
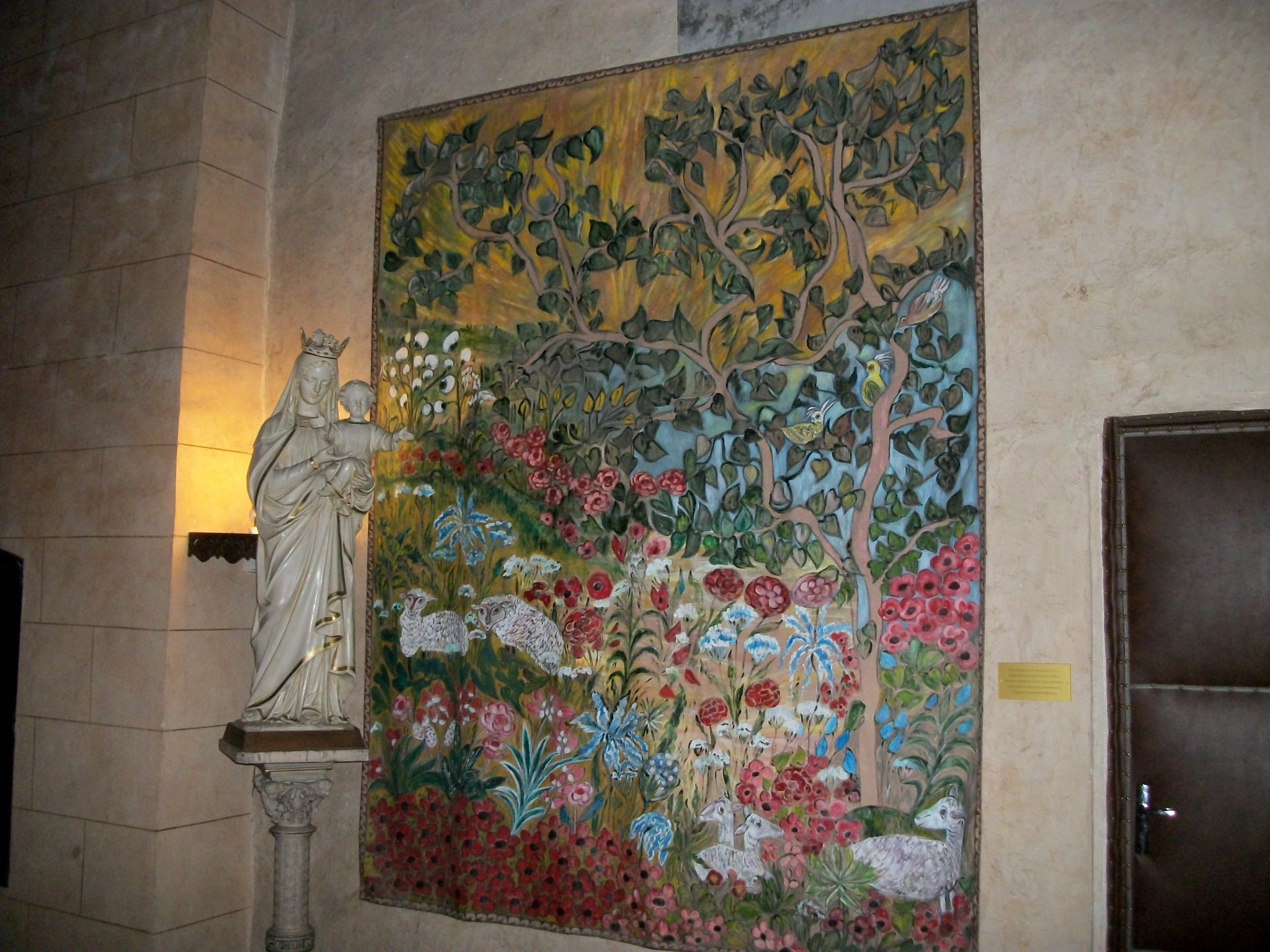
Statue de la Vierge à l'enfant et tapisserie "À la gloire du Christ"
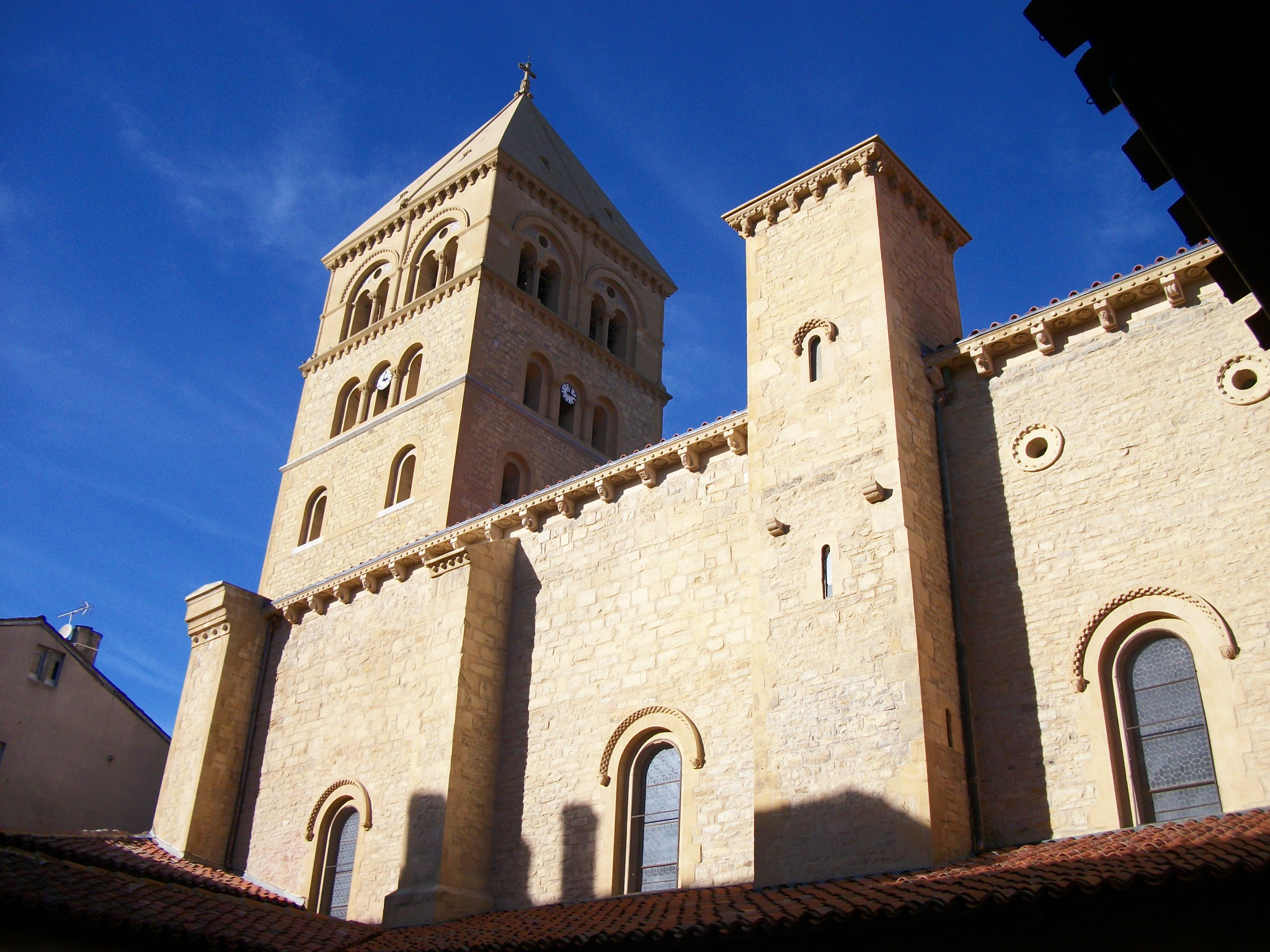
Vue du clocher depuis le cloître
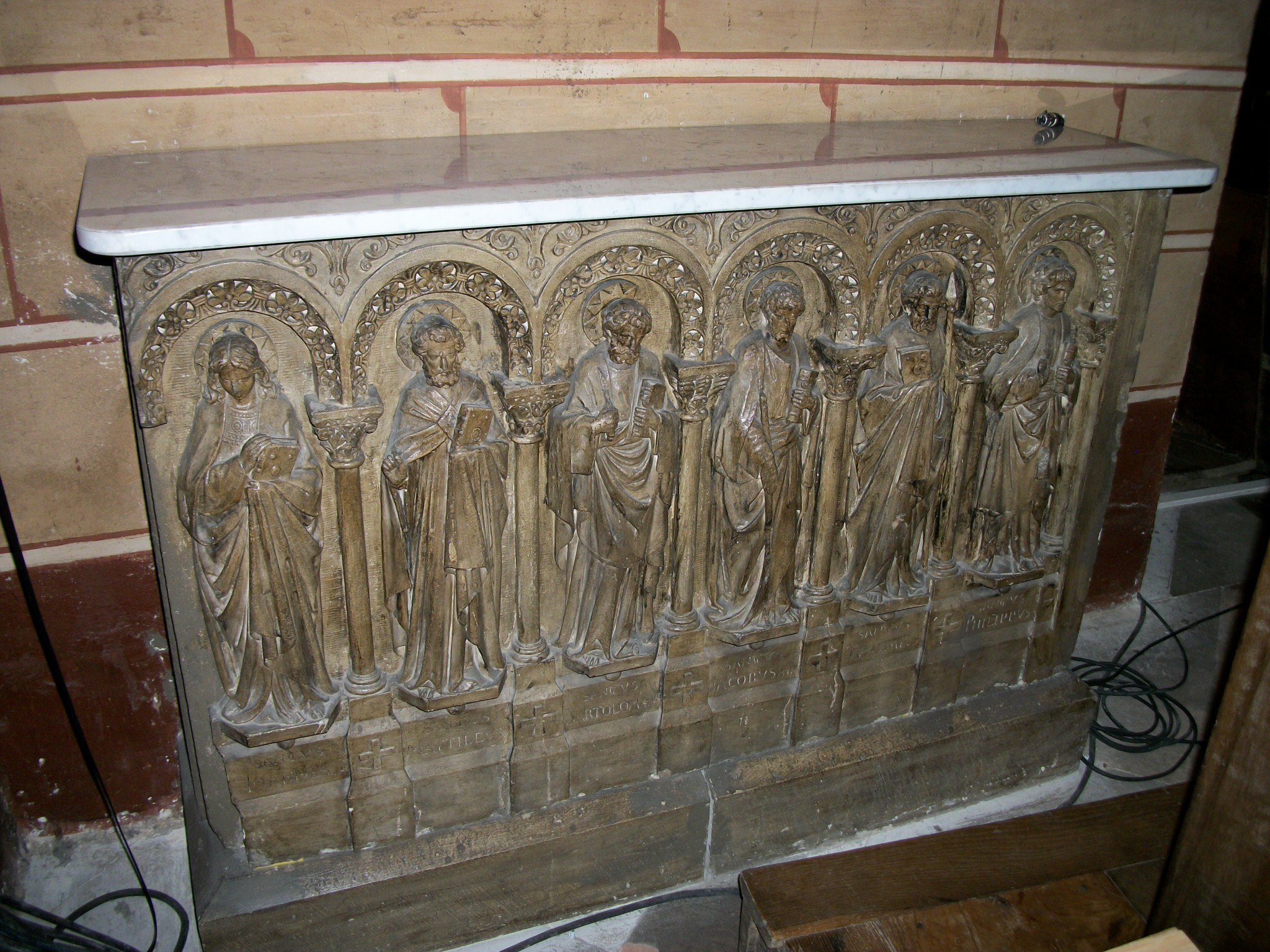
Côté droit du chœur. Autel latéral en bois

### Sources et bibliographie
- [Du Mège 1834] Alexandre Du Mège, « Mémoire sur l'église de Saint-Gaudens. 1834 », Histoire et mémoires de l'Académie royale des sciences, inscriptions et belles-lettres de Toulouse. Années 1834-1835-1836, Toulouse, t. 4. Partie 2,‎ 1837, p. 96-116 (lire en ligne)
- [Morel 1871] Jean-Pierre-Marie Morel, « Étude de l'église jadis collégiale de Saint-Gaudens », Mémoires de la Société archéologique du Midi de la France. Années 1866-1871, t. 9,‎ 1872, p. 287-309 (lire en ligne)
- [Deshoulières 1929] François Deshoulières, « Saint-Gaudens », dans Congrès archéologique de France. 92e session. Toulouse. 1929, Paris, Société française d'archéologie, 1930, 583 p., p. 216-233
- [Contrasty 1943] Chanoine Jean Contrasty, « Une scène d'Ordalie (sur un chapiteau de l'Eglise de Saint-Gaudens) », Revue de Comminges, t. 56,‎ 1er trimestre 1943, p. 72-75 (lire en ligne)
- [Marboutin 1943] Chanoine Jean-Raoul Marboutin, « L'église collégiale de Saint-Gaudens », Revue de Comminges, t. 56,‎ 4e trimestre 1943, p. 170-196 (lire en ligne)
- [Contrasty-1 1944] Chanoine Jean Contrasty, « Controverse sur la charte de fondation de l'église de Saint-Gaudens au Xe siècle », Revue de Comminges, t. 57,‎ 1er trimestre 1944, p. 1-29 (lire en ligne)
- [Contrasty-2 1944] Chanoine Jean Contrasty, « Appendice à la Controverse sur la Charte de Fondation de la Collégiale de Saint-Gaudens », Revue de Comminges,‎ 2e et 3e trimestres 1944, p. 85-88 (lire en ligne), les réponses de M. Marboutin et de J. Contrasty (lire en ligne)
- [Rey 1951] Raymond Rey, « Le problème des tribunes à la collégiale de Saint-Gaudens », Revue de Comminges, t. 64,‎ 2e trimestre 1951, p. 41-49 (lire en ligne)
- [Payrau 1957] M. Payrau, « Les Chapiteaux Historiés de la Collégiale de Saint-Gaudens », Revue de Comminges Pyrénées centrales, t. 70,‎ 1957, p. 17-27
- [Durliat 1978] Marcel Durliat et Victor Allègre, Pyrénées romanes, La-Pierre-qui-Vire, Zodiaque, coll. « la nuit des temps » (no 30), 1978, 2e éd., 379 p., p. 30-31.
- [Rivière 1978] Gérard Rivière, « Le cloître de la Collégiale de Saint-Gaudens », Revue de Comminges Pyrénées centrales, t. 91,‎ 1978, p. 161-179 (lire en ligne)
- [Rivière 1979] Gérard Rivière, « Le cloître de la Collégiale de Saint-Gaudens (fin) », Revue de Comminges Pyrénées centrales, t. 92,‎ 1979, p. 165-174 (lire en ligne)
- [Rivière 1979] Gérard Rivière, Saint-Gaudens, Zodiaque, coll. « La Carte du Ciel » (no 29), 1979.
- [Durliat 1979] Marcel Durliat et Georges Rivière, « Le cloître de la Collégiale de Saint-Gaudens », Revue de Comminges Pyrénées centrales, t. 92,‎ 1979, p. 17-32 (lire en ligne)
- [Rivière 1980] Gérard Rivière, « Restauration des sculptures et de la décoration de la Collégiale de Saint-Gaudens », Revue de Comminges, t. 93,‎ 1980, p. 547-562 (lire en ligne)
- [Bousquet 1980] Jacques Bousquet, « Copies et expansion de motifs dans la sculpture romane: la sirène aux centaures (à Saint-Gaudens et ailleurs) », Revue de Comminges,‎ 1980, p. 563-580 (lire en ligne)
- [Durliat 1982] Marcel Durliat, « Les chapiteaux romans de l'église de Saint-Gaudens », Revue de Comminges Pyrénées centrales, t. 95,‎ 1er rimestre 1982, p. 31-70 (lire en ligne)
- [Jolibert-1 1990] Bernard Jolibert, « Fouilles de l'aire du cloître et de la salle capitulaire de la Collégiale de Saint-Gaudens. Sauvetage 1986-1987 », Revue de Comminges (Pyrénées centrales), t. 103,‎ 1er trimestre 1990, p. 27-44 (lire en ligne)
- [Jolibert-2 1990] Bernard Jolibert, « Fouilles de l'aire du cloître et de la salle capitulaire de la Collégiale de Saint-Gaudens. Sauvetage 1986-1987 (suite) », Revue de Comminges (Pyrénées centrales), t. 103,‎ 2e trimestre 1990, p. 191-204 (lire en ligne)
- [Jolibert-3 1990] Bernard Jolibert, « Fouilles de l'aire du cloître et de la salle capitulaire de la Collégiale de Saint-Gaudens. Sauvetage 1986-1987 (suite) », Revue de Comminges (Pyrénées centrales), t. 103,‎ 3e trimestre 1990, p. 331-345 (lire en ligne)
- [Garland 1996] Emmanuel Garland et Nelly Pousthomis-Dalle, « La collégiale Saint-Pierre et Saint-Gaudens à Saint-Gaudens », dans Congrès archéologique de France. 154e session. Monuments en Toulousain et Comminges. 1996, Paris, Société française d'archéologie, 2002, 355 p., p. 139-149
- [Garland 1997] Emmanuel Garland, « Six observations sur le chapiteau à la Sirène et aux Centaures de la collégiale Saint-Pierre, à Saint-Gaudens », Revue de Comminges et des Pyrénées centrales, t. 112,‎ 1997, p. 325-335 (lire en ligne)